# Cristiano de Carvalho

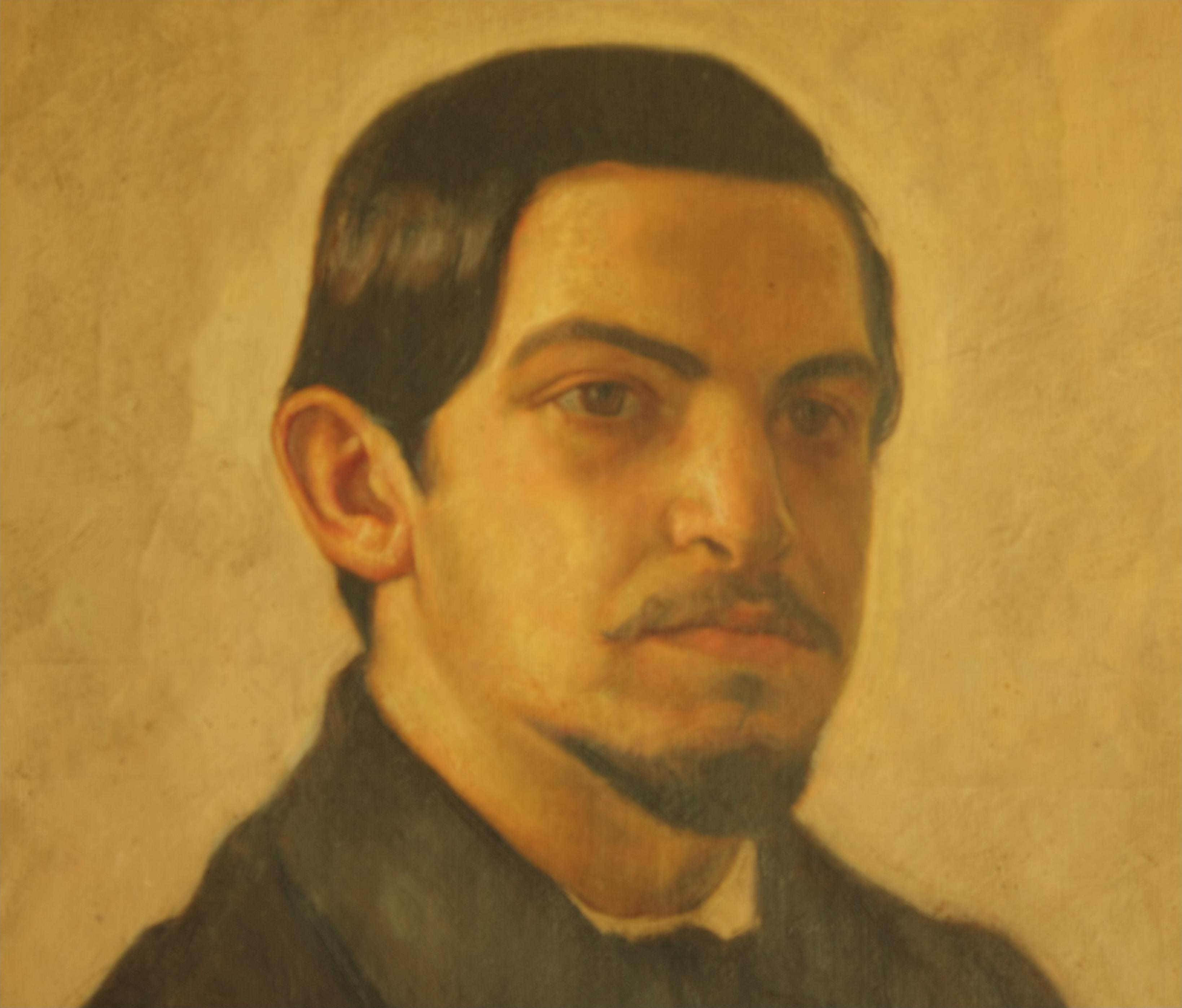
Pintura a óleo de Cristiano de Carvalho (1894), feita por António Carneiro

Cristiano de Carvalho (Porto, Portugal, 22 de dezembro de 1874 – Matosinhos, 21 de novembro de 1940) foi um intelectual, político e artista do desenho e da caricatura português.

## Biografia

### Exílio em Paris
Tinha 17 anos de idade, quando, pela 1ª vez, apresentado pelo republicano Dr. José de Castro, falou numa Assembleia pública, no Centro Democrático do Norte, instalado no andar superior do Café Lusitano, no cruzamento da Rua de Santa Catarina com a Rua Formosa. Perante o malogro da revolta de 31 de Janeiro de 1891, Christiano de Carvalho decidiu ausentar-se de Portugal, refugiando-se no estrangeiro, em Paris, França, onde terá permanecido durante 7 anos consecutivos.
Foi no seu exílio em Paris que frequentou os cursos dos artistas Benjamim Constant e Paul Laurens, ilustrou vários jornais da capital francesa e frequentou, assiduamente, os chamados "meios de vanguarda" convivendo com Jean Grave, Malat e Faure. Inscreveu-se na Sorbonne, nos Cursos Livres de História e de Economia Política, tendo, sobre estes assuntos, colaborado em diversas revistas francesas. Em Paris, foi companheiro de vários artistas portugueses entre os quais os irmãos Teixeira Lopes, Francisco Gouveia, Júlio Pina e do seu amigo de há muito anos António Carneiro pelo qual foi retratado num óleo de 1894 - considerado, provavelmente o mais antigo retrato a óleo do grande pintor.

### Regresso a Portugal
Foi director artístico da revista regional "Ilustração Transmontana" pertencendo-lhe o famoso "ex-libris" - «Para cá do Marão mandam os que cá estão» - divisa da famosa revista. Amnistiado, regressa a Portugal e funda, com Jaime Cortesão, Leonardo de Coimbra, Ângelo Jorge e outros, o semanário "A Vida". Aos 30 anos de idade, abre, na cidade do Porto, uma oficina gráfica, a «Photolythos» - a primeira do género a ser criada na cidade - a qual teve que deixar por dificuldades financeiras num momento de crise que, então, atravessou.

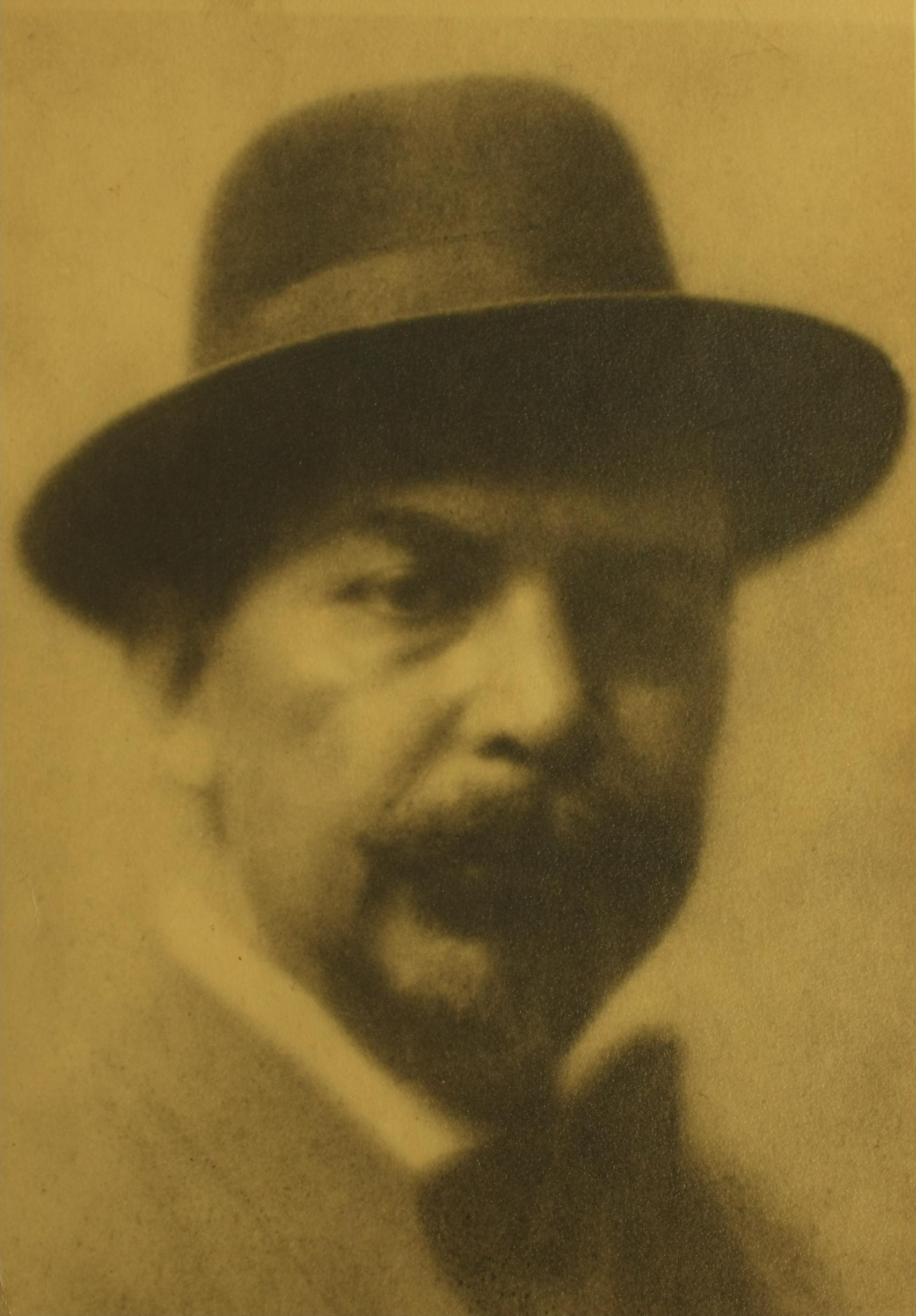
Cristiano de Carvalho (1910)

Colaborou, entre muitos outros, na "Noite", na "Montanha", na "Voz Pública", na "Batalha", no "Primeiro de Janeiro", no "Comércio do Porto", no "Jornal de Notícias", "Tribuna", "Norte", "Diário de Notícias", na notável revista " A Águia", órgão da Renascença Portuguesa, cujo grupo « …sofreu a sua influência…, cerca de 10 anos mais velho, com a auréola de revolucionário exilado em Paris, onde foi amigo de Kropotkine…» É dele um conjunto de valiosos desenhos de tema social, "Álbum da Miséria e do Trabalho", publicados quer na "A Águia" (2ª série) quer em numerosos jornais nacionais. «Christiano de Carvalho, desenhador classizante, manteria acesa uma chama revolucionária, algo socialista e mesmo anarquista, na sua obra futura, com isso sendo o verdadeiro e ignorado precursor de uma temática neorealista na arte portuguesa». Participou activamente na Universidade Popular do Porto, inaugurada em Junho de 1912, tendo ficado célebres as lições dadas ao grande número de operários que enchiam as suas aulas no curso sobre a Comuna de Paris. Interveio - quer pela palavra escrita quer pelo desenho - em variadíssimos jornais de crítica irreverente e inúmeras revistas e folhetins de propaganda Republicana vindos a lume antes da Revolução de 5 de Outubro de 1910. Ainda na cadeia da Relação do Porto, quando esteve encarcerado durante alguns meses, publicou o jornal clandestino de combate A Bomba. Também se encontra colaboração sua nas revistas Arte e Vida  (1904-1906) e  Luz e Vida (1905), e ainda nos jornais A Farça (1909-1910), A republica portugueza (1910-1911) e Miau! (1916).